# Felbertauern Straße
Die Felbertauern Straße (auch: Felbertauernstraße) ist eine etwa (ehemals) 63,7 Kilometer lange, ganzjährig geöffnete Straßenverbindung innerhalb Österreichs zwischen Mittersill im Land Salzburg und Matrei in Osttirol durch den Felbertauerntunnel und dann als B 108 weiter bis nach Lienz. Das B in der Nummerierung der Straße deutet darauf hin, dass es sich um eine ehemalige Bundesstraße handelt, die per Gesetz im Jahr 2002 zu einer Landesstraße B umgewidmet wurde. Die 36,3 km lange Strecke von Mittersill bis Matrei wird auch als Felbertauern-Mautstraße bezeichnet, da es sich hier um eine Privatstraße im Besitz der Felbertauernstraße AG handelt. Dieses Stück wurde 1967 erbaut. Die interne Bezeichnung P1 – von Privatstraße – der Felbertauernstraßen AG wird gelegentlich auch außerhalb verwendet. Neben der Mautstelle am Tunnelsüdportal wird ein Felbertauern Museum zur Geschichte dieses Alpenübergangs und der Entstehung der Straße betrieben, welches in den Schulsommerferien von Donnerstag bis Sonntag geöffnet ist.

## Verkehrsbedeutung und Verlauf
Die Felbertauernstraße beginnt am Knoten Mittersill (797 m ü. A.) mit der Mittersiller Straße (B 168) nach Zell am See, Pass Thurn Straße (B 161) nach Kitzbühel und Sankt Johann in Tirol und Gerlos Straße (B 165) in das Zillertal.
Die Kilometrierung der privaten Mautstraße beginnt/endet etwa 0,3 km südlich des Knotens auf der Salzachbrücke.
Nachdem die Straße in Mittersill über diese Brücke die Salzach quert, führt sie südwärts verlaufend über etwa 16,5 Kilometer durch das weitgehend unbesiedelte Felbertal und – nach Schleifenbildung zur Überwindung der Talstufe – ein Seitental, das Amertal. Noch auf Salzburger Seite und auf einer Höhe von 1607 m erreicht man kurz vor dem Talschluss das Nordportal (⊙). Der Felbertauerntunnel ist 5,3 km lang. Das Südportal des Tunnels auf 1632 m Höhe und die dortige Mautstation liegen bereits auf Osttiroler Seite (⊙).
Die Südrampe führt dann an der Ostflanke durch das Tauerntal bis nach Matrei, wo es in das Iseltal mündet. Hier endet auch der private Teil der Strecke und es beginnt die B 108, die bis nach Lienz weiterführt. Dort stößt die Straße auf 678 m ü. A. in einem Kreisverkehr auf die Drautalstraße (B 100).
Damit ist die Straße die wichtigste Verbindung zwischen Nordtirol und dem Landesteil Osttirol. Die Straße ist auch eine alternative Nord-Süd-Verbindung zur Tauern Autobahn/Tauern-Straßentunnel, zur Autoverladung auf der Tauernbahn/Tauerntunnel Mallnitz–Böckstein oder zur Großglockner Hochalpenstraße. Für die Benutzung muss man eine Gebühr bezahlen; ausgenommen ist Anrainerverkehr (Osttiroler, seit 2009 auch Mittersiller).
Bis zum Felssturz 2013 führte dabei die Trasse ab dem Tunnelsüdportal ziemlich geradlinig nach Süden, querte dabei auf den ersten 1,5 km Strecke einen nach Westen steil abfallenden, gefurchten Hang. Die hier am 18. August 2015 gänzlich freigegebene neue Trasse wendet sich nach der Tunnelausfahrts-Linkskurve neu in einer ersten 180°-Haarnadelrechtskurve ab, um 500 m nach Nordwesten zu verlaufen. Mit Hilfe der Kehrkurven baut die Straße hier Höhe an einem weniger steilen Hang als bisher ab. Die neue Route ist etwa 1,5 km länger als die ursprüngliche, verläuft westlicher und verbleibt ebenfalls durchwegs östlich des Tauernbachs. Google Maps zeigte 2021 noch beide Trassen, die neue nur als Satellitenfoto.
Die Straße wird auch von der VVT-Expressbuslinie 950X (Lienz – Kitzbühel) befahren, für Fahrgäste fällt keine zusätzliche Mautgebühr zuzüglich zum normalen Verkehrsverbundtarif an.

## Geschichte

### Von der Iseltalstraße zum Felbertauerntunnel
Die Straße ist nach dem Gebirgspass Felber Tauern benannt, der bereits zur Römerzeit das Tauerntal mit dem Felbertal verband. Die Iselthalstraße zwischen Lienz, Huben und Matrei wurde ab 1901 als Konkurrenzstraße erbaut. In der österreichischen Rechtssprache bezeichnet Konkurrenz die gemeinsame Finanzierung eines Projektes durch verschiedene Institutionen, von denen jede einen gesetzlich festgelegten Prozentsatz der Instandhaltungskosten übernimmt. In diesem Fall übernahm
- das Kaiserreich Österreich-Ungarn 40 %
- das Kronland Tirol 40 %
- die angrenzenden Gemeinden 20 %

der geplanten Baukosten in Höhe von 99.000 Gulden. In den Jahren 1910 bis 1912 ließ der Besitzer des Schlosses Weißenstein in Matrei einen befahrbaren Weg durch die Prosseggklamm bauen, der als Vorläufer der Felbertauernstraße gilt. Die Iseltal Straße gehört seit dem 1. April 1948 zum Netz der Bundesstraßen in Österreich. Seit 1971 wird auch dieser Streckenabschnitt von Lienz bis zum Beginn der Mautstraße offiziell als Felbertauern Straße bezeichnet. Noch vor der Gründung der Felbertauern-Aktiengesellschaft am 26. September 1961 wurde am 8. September 1961 der erste Abschnitt der neugebauten, 7,5 Meter breiten Felbertauernstraße zwischen St. Johann und Huben eröffnet. Am 23. Juni 1962 begannen die Bauarbeiten mit einem feierlichen Spatenstich. Anna Kranebitter, Ehefrau des Nationalrats Franz Kranebitter, zündete am 15. Dezember 1962 den ersten Sprengsatz am Südportal des Tunnels und am 14. Juni 1963 auch den ersten Sprengsatz am Nordportal. Am 11. April 1964 überquerte der damalige Bundeskanzler Josef Klaus als erster den Tunneldurchstich. Am 25. Juni 1967 wurde die Felbertauernstraße feierlich eröffnet. Sie ist die einzige innerösterreichische Verbindung Nordtirols mit der landesgeographischen Exklave des Osttiroler Landesteils. 

### Felssturz am Südportal 2013

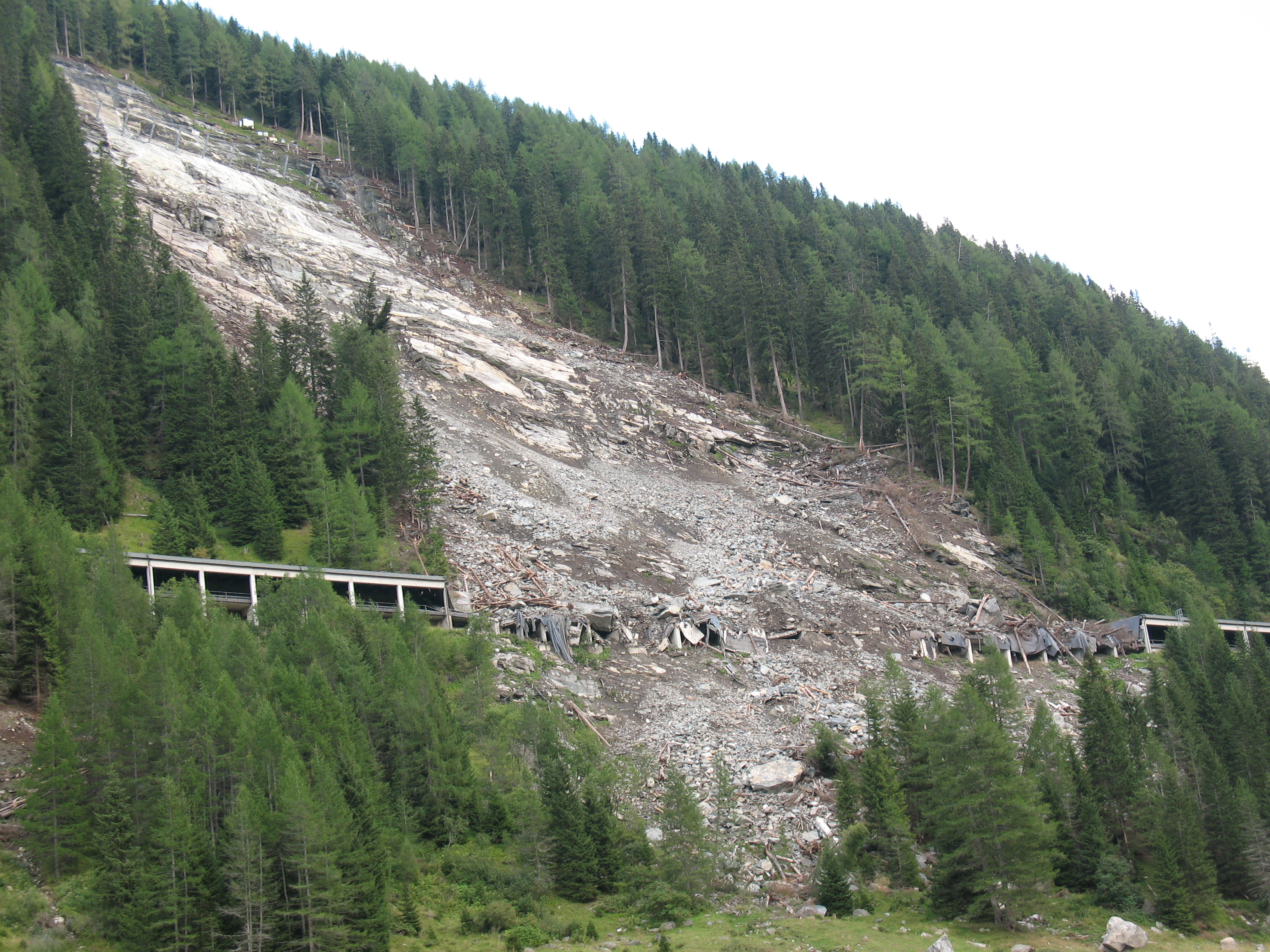
Felssturz auf der Felbertauern Straße

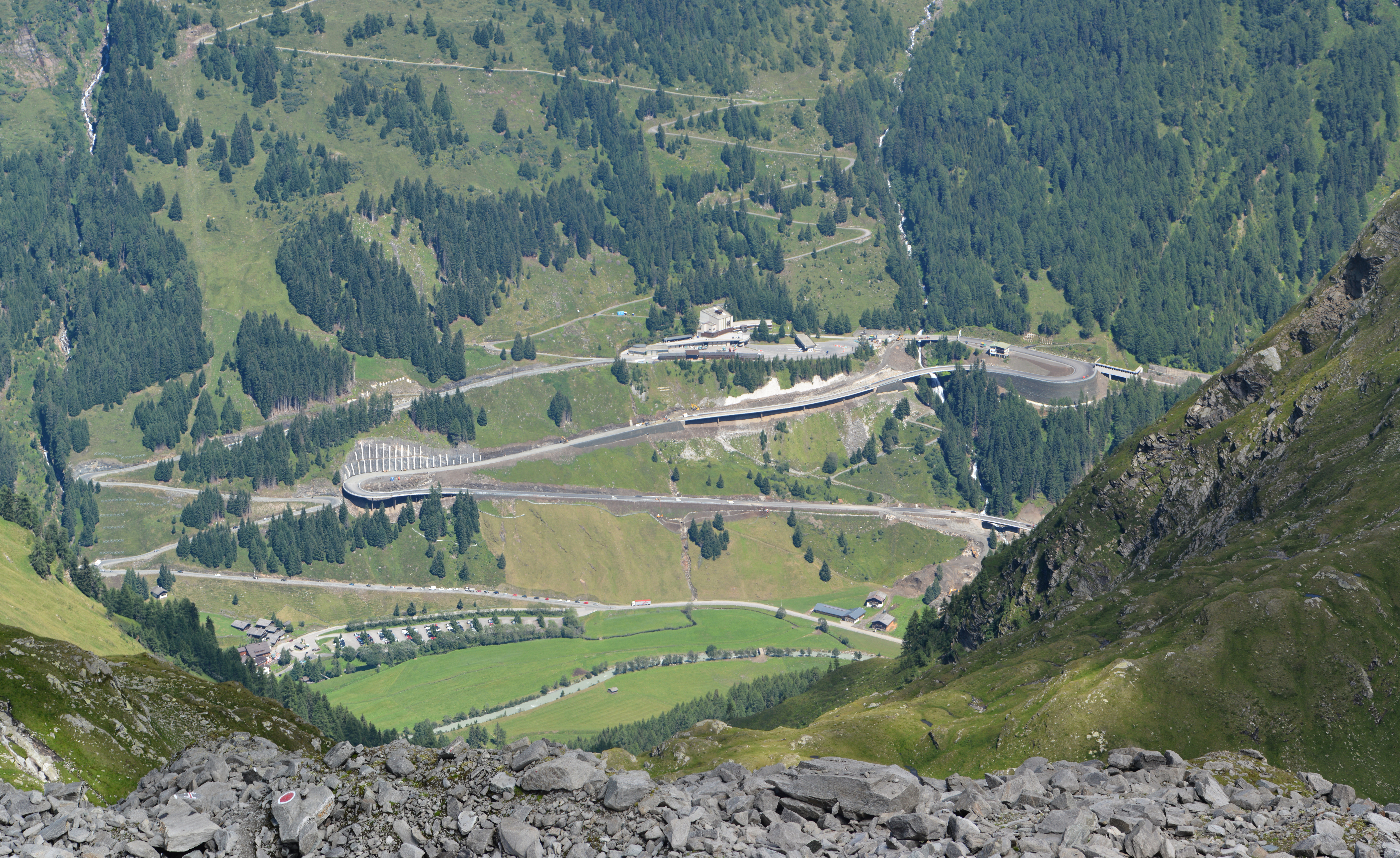
Das Tunnel-Südportal mit der Ersatzstraße und der in Bau befindlichen neuen Trasse

Durch einen Felssturz am 14. Mai 2013 gegen 3 Uhr morgens wurde die Schildalmgalerie (⊙) im Gemeindegebiet von Matrei in Osttirol völlig zerstört. Niemand kam zu Schaden. Der öffentliche Verkehr wurde vom Verkehrsverbund Tirol mit der Buslinie 4410 Lienz Hbf. – Kitzbühel Bf. – retour zwischen 21. Mai und 26. Juli 2013 in zwei Teilästen wieder aufgenommen, wobei die Strecke zwischen dem Tunnel-Südportal und dem Matreier Tauernhaus zu Fuß (rund 10 % Steigung) zurückgelegt werden musste. Durch eine ab dem 17. Juni 2013 gebaute, rund 1,5 Millionen Euro teure Ersatzstraße zwischen dem Matreier Tauernhaus und dem Tunnelsüdportal konnte der Verkehr über den Felbertauerntunnel ab dem 27. Juli 2013 provisorisch wieder freigegeben werden. Der Verkehr auf der Ersatzstraße fand einspurig mit Ampelschaltung statt. Auch im Sommer 2016 wurde der Verkehr am Südportal noch einspurig umgeleitet, was zu erheblichen Verzögerungen führte.
Aus Sicherheitsgründen konnte die ursprüngliche Trasse der Felbertauern Straße nicht beibehalten werden. Anfang März 2014 wurden die Aufträge für den Neubau vergeben. Die Arbeiten wurden in drei Baulosen von einem Lienzer Bauunternehmen und einer Bietergemeinschaft aus zwei Unternehmen aus Nordtirol bzw. Oberösterreich durchgeführt. Die Bauarbeiten begannen am 6. Mai 2014; die Neubaustrecke wurde am 18. August 2015 eröffnet. Die Kosten für den Neubau stiegen wegen Problemen bei den Bauarbeiten von 15 auf 18 Millionen Euro.

## Maut
Die Maut für die Nutzung der Privatstraße wird nur beim Passieren des Südportals des Felbertauerntunnels und somit nur für seine Durchquerung eingehoben. Die Felbertauernstraße AG bewirbt ihre Strecke als kostengünstigere Alternative zu Brenner- und Tauernautobahn. Die Felbertauernstraße ist ohne Autobahnvignette befahrbar.
Gegen die Begünstigung von Einheimischen – Kriterium ist das Fahrzeugkennzeichen "LZ" für Bezirk Lienz – hatte eine deutsche Kfz-Lenkerin gerichtlich Einspruch erhoben, berichtete im Oktober 2013 der ORF.
Am 11. November 2014 berichtete orf.at, dass die EU-Kommission den Straßenbetreiber ermahnt hatte, die Diskriminierung Nicht-Einheimischer (Osttiroler Pkw fahren kostenlos, Mittersiller vergünstigt) einzustellen. Karl Popeller, Vorstand der Felbertauernstraße AG, kündigte ein neues System für Lkw-Fahrten an. Statt günstigerer Fahrten für regionale Frächter soll ein Rabattsystem eingeführt werden, die Mautregeln dazu in der Woche ab 17. November vom Vorstand beschlossen werden. Die vergünstigten Tarife für Pkws Einheimischer wollten die Verantwortlichen allerdings gegenüber der Kommission als notwendig argumentieren und beibehalten.

## Sperren
Wegen Schnee bzw. Lawinengefahr war die Straße (zumindest) am 9. Jänner und kurz darauf wieder von 14. bis (04.00 Uhr) 17. Jänner 2019 gesperrt.
Sperren werden (Stand Jänner 2019) auf Osttiroler Seite an der Abzweigung in Lienz und kurz vor Matrei mit Tafeln kundgemacht. Am Beginn der Privatstraße gibt es eine Überkopf-Leuchtschrift und rund um die Uhr auch einen Wachposten im Pkw. Dieser bietet mitunter ein Infoblatt zu den Ausweichrouten. Bei Navigationsgeräten in Kfz kann Fehlinformation mangels Aktualisierung auftreten.
Im folgenden, aktuellen Winter ist die Felbertauernstraße vom 15. (nachmittags) bis voraussichtlich 22. November (12.00 Uhr) 2019 gesperrt, zuletzt weil eine Kontrolle per Helikopter auf Steinschlaggefahr nach reichlich Schneefall nur bei Schönwetter möglich war. Bis 20. November (15.00 Uhr) 2019 war zusätzlich die B108 zwischen Huben und Matrei gesperrt, sodass die Verbindung von Lienz nach Matrei unterbrochen war. Am 15. November 2019 um 18.45 waren gemäß Bezirkseinsatzleitung der BH Lienz 19 Sperren im Straßennetz Osttirols und eine Sperre der Bahnstrecke Sillian–Lienz in Kraft. Österreichweit gab es am 21. November 2019 Dutzende Straßensperren in Tirol, Kärnten, Salzburg, Steiermark nach starken Schneefällen, die auch Überflutungen auslösten.
Wegen eines Murenabgangs im Gemeindegebiet von Mittersill am Pfingstmontag, 6. Juni 2022 wurde die Felbertauernstraße gesperrt. Die Erdlawine und ihr Auslauf verlegte die Fahrbahn auf 700 m Länge und sperrte kurze Zeit 8 Autos ein, auch zwei Häuser wurden getroffen. Am 8. Juni, 11.30 Uhr wurde die Straße mit Tempolimit wegen Baustellenverkehrs wieder geöffnet, während Räumungsarbeiten noch weiterliefen.